# Equus quagga selousi
Equus quagga selousi je poddruh zebry stepní žijící v jihovýchodní Africe. Vyskytuje se převážně v Mosambiku.

## Taxonomie
Tento poddruh je podobný zebře Burchellově, ale lze jej odlišit podle nohou, jež jsou pruhované až ke kopytům.

## Popis
Tento poddruh má čisté, černo-bílé pruhy bez hnědých stínových pruhů jako je tomu u zebry Chapmanovy. Průměrná hmotnost je 300 kg a průměrná výška v ramenou 150 cm. Stopy měří 121 x 89 mm.